# 毒液

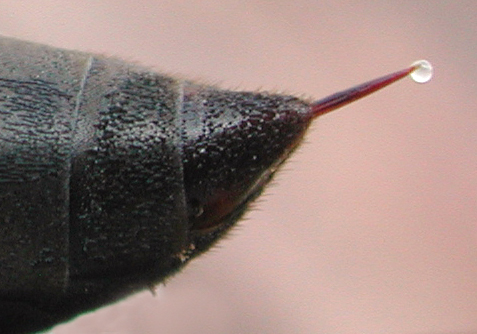
スズメバチの毒針から流れる毒液

毒液（どくえき、英: venom）は、毒の一種。動物によって生産され、咬傷、刺傷などを介して注入される。毒素は毒牙や毒針などといった特有の進化をたどった器官によって伝達され、そのプロセスは毒物注入と呼ばれる 。毒液は、直接の摂取や吸入、経皮吸収により伝達される毒  や物理的に伝達される毒素を指す en:toxungenとは区別される。
毒液は、陸上と海洋の両方の環境で、捕食者か被食者か、脊椎動物か無脊椎動物かなどの区別なく、様々な動物が進化させてきた。毒液の毒素では、細胞を壊死させるネクロトキシンやサイトトキシン、神経系に影響を与えるニューロトキシン、筋肉を損傷させるミオトキシン、血栓を作り出すヘモトキシンがよく知られている。有毒生物により、毎年何万人もの人が死亡している。
毒液は多くが異なる毒素の混合物である。毒液の毒素は、血栓や関節炎、一部の癌を含む広範囲の病気の治療に使われることがある。ヴェノミクスの研究では、他の病状への使用の可能性を調査している。

## 進化
多様な分類群における毒液の使い方は、収斂進化の例の一つとなる。どのようにしてこの特性が広範囲に急激に広まったかを正確に結論づけることは困難である。有毒生物の毒の遺伝子をコードする多重遺伝子族は自然に選択され、より様々な機能を持つ毒素を生産する。毒液は環境や対象に適応し、より特定の獲物に特化したものとなる。その結果、毒液は動物の普段の食事に特化する。

## 作用機序

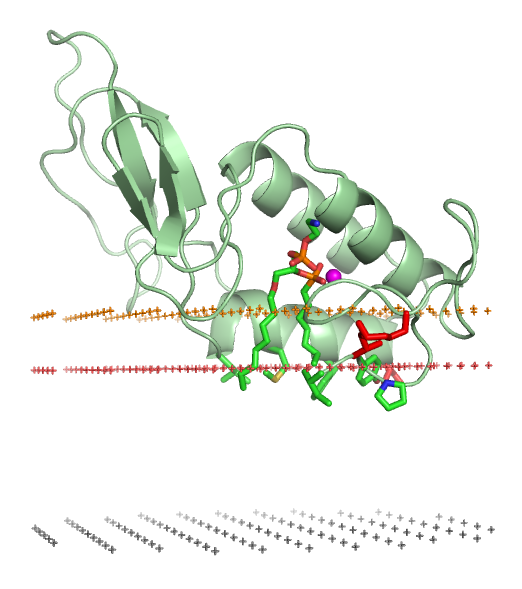
ミツバチの毒液に含まれる酵素のホスホリパーゼA2は脂肪酸を放出し、カルシウムシグナリングに影響を与える。

生物学的効果は毒液に含まれる毒素によって引き起こされる。毒液には異なる種類の毒素の複雑な混合物であるものもある。主な毒液の毒素には以下のようなものがある。
- ネクロトキシン…ネクローシスを引き起こす。クサリヘビやミツバチの毒液はホスホリパーゼを含み、ヘビ毒はセリンプロテアーゼ に似たトリプシンも含むことが多い[8]。
- ニューロトキシン…イオンチャネルなど、主に動物の神経系に影響を与える。ゴケグモ、サソリ、ハコクラゲ、イモガイ、ムカデ、ヒョウモンダコなど様々な有毒生物にみられる[9]。
- ミオトキシン（英語版）…受容体に結合することで筋肉を損傷させる。低分子で基礎的なペプチドであり、ガラガラヘビなどのヘビやトカゲの毒液に含まれる[10][11][12][13]。
- サイトトキシン…個々の細胞を破壊する。ミツバチやゴケグモの毒液に含まれる[14][15]。

## 分布
毒液は分類学的に様々な生物に分布しており、脊椎動物と無脊椎動物、水生生物と陸生生物、捕食者と被食者の両方にみられる。以下では、主な有毒生物群について記述する。

### 節足動物
有毒な節足動物には、鋏角の牙を利用して毒液を注入するクモ、脚を発達させた鄂肢を毒液の伝達に使うムカデ、毒針による刺傷を通して毒液を注入するサソリや一部の昆虫がいる。また、ミツバチやスズメバチにおいては、毒針は産卵管へと変化している。en:Polistes fuscatusは、メスの個体は交尾行動を誘発する性フェロモンを継続的に放出している。en:Polistes exclamansのようなスズメバチにおいては、毒液を巣と連携し近くのハチを引き寄せて捕食者に攻撃するための警告フェロモンとして使用される。en:Parischnogaster striatulaなどの種においては、毒液は全身の抗菌に応用されている。
多くの毛虫は、毒毛と呼ばれる防御のための特殊な毛のために毒腺を持つ。ほとんどが軽い刺激を与える程度の毒だが、ロノミア の毒は人間にとって致命的になり得る。
ミツバチ類は酸性の毒液（ハチ毒）を巣や蓄えられた食糧を守るために使用する一方、スズメバチは獲物を麻痺させるために化学的に異なる毒液を用いる。スズメバチは幼虫の食べ物を貯蔵するために獲物を生きたままにする。
例示したもの以外にも、毒液の使用法ははるかに広範に渡っている。カメムシや多くのアリなども毒液を生産する。アリの一種のクロトゲアリは、病原菌の滅菌のために局所的に毒液を使用する。

### その他の無脊椎動物

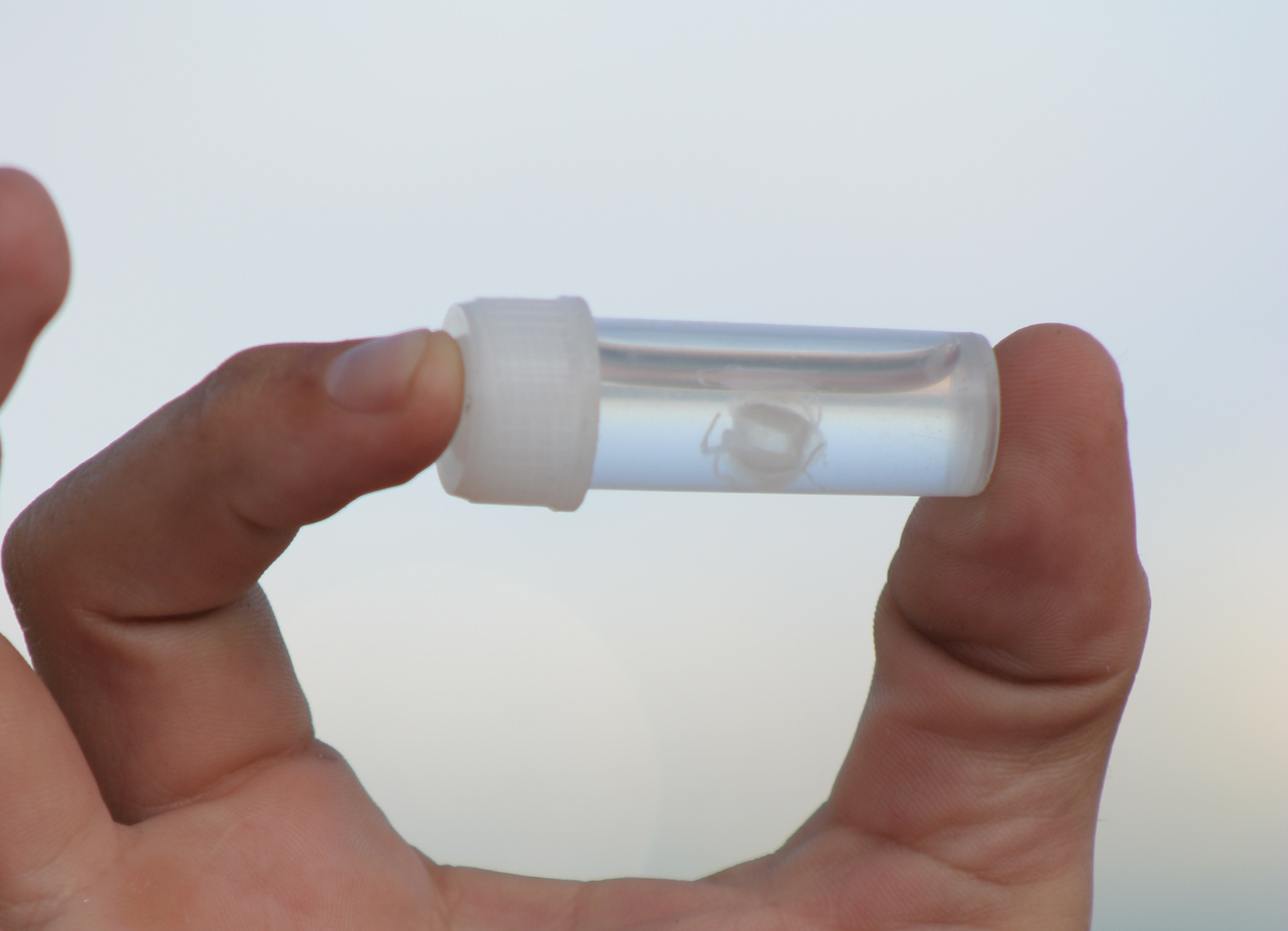
指の爪ほどの大きさのハコクラゲの:en:Malo kingiは、激痛、嘔吐、血圧の急上昇などの症状が起こるイルカンジ症候群を引き起こす、動物の中でも最も危険な毒液を持つ。

いくつかの門には、危険なハコクラゲやクダクラゲ目のカツオノエボシを含むクラゲ、刺胞動物のイソギンチャク、棘皮動物のウニ、軟体動物のイモガイやイカ、タコなど、有毒な無脊椎動物が存在する。

### 脊椎動物

#### 魚類
毒液は、アカエイやサメ、ギンザメなどの200種ほどの軟骨魚類や1000種ほどのナマズ、フサカサゴ（300種以上）やオニダルマオコゼ（80種以上）、ヒレナガカサゴ、クロハギ、メバル、シロカサゴ、ミシマオコゼ、en:blenny、en:rabbitfishes、en:velvetfishesの一部、en:toadfish、en:corab croucher、en:red velvetfish、en:scatophagidae、en:tetraroginae、en:weever
など11の分岐群の棘を持つ魚にみられる 。

#### 両生類
一部のイモリは、先端に毒液が付けられた鋭い肋骨を突き出す防衛行動をとる。ブラジルのカエルのうち2種は頭蓋骨の周辺に小さな毒針を持ち、対象に衝撃で毒液を伝達する。

#### 爬虫類
450種ほどのヘビは有毒である。ヘビ毒は目の下の腺 (下顎腺) で生産され、対象に管状の牙 (管牙) または溝を持つ牙 (溝牙) を通して伝達される。ヘビ毒は、ペプチド結合を加水分解するプロテアーゼ、DNAのホスホジエステル結合を加水分解するヌクレアーゼ、神経系の伝達を阻害する神経毒など、様々なペプチド毒素を含む。ヘビ毒は痛み、腫れ、壊死、低血圧、痙攣、出血 (ヘビの種類による) 、呼吸麻痺、腎不全、昏睡、死などを引き起こす。ヘビ毒は、祖先の唾液腺に発現していた遺伝子重複に由来する可能性がある。
その他にも、毒液はメキシコドクトカゲ、アメリカドクトカゲ、コモドオオトカゲなどのオオトカゲの一部などのいくつかの爬虫類にもみられる。質量分析法により、爬虫類の毒液はヘビ毒と同等の複雑さを持つタンパク質の混合物であることが示されている。
一部のトカゲは毒腺を持ち、ヘビ亜目、イグアナ下目、オオトカゲ科、アシナシトカゲ科、ドクトカゲ科などとともに有毒有鱗類のクレードに属する。

#### 哺乳類
絶滅したテロケファルス亜目のユーシャンベルジアは、犬歯に毒液を付着させていたという仮説がある。
有毒な哺乳類のうち現存しているものには、ソレノドン、トガリネズミ、チスイコウモリ、雄のカモノハシ、スローロリスなどが存在する。トガリネズミは有毒な唾液を持ち、ヘビと同様の進化をたどったと考えられている。獣亜綱に属さない哺乳形類におけるカモノハシに似た足根骨の蹴爪の存在は、毒液は哺乳類の祖先が持つ特徴だったことを示唆している。
カモノハシに関する広範な研究では、毒素は遺伝子重複に由来することが示された一方で、データは毒液の進化はかつて考えられていたほど遺伝子重複に依存していないエビデンスとなっている。変性した汗腺はカモノハシの毒腺が発達したものである。爬虫類やカモノハシの毒液は独自に進化したことが証明されているにもかかわらず、有毒な分子への進化を助けるタンパク質の構造があると考えられている。このことは、なぜ毒液は同形形質を得たのかや大きく異なる種が収束的な進化をたどったのかについての更なるエビデンスとなる。

## 人間との関係
毒液による2013年の死者は57,000人で、76,000人の死者が出た1990年と比べて減少した。毒液は173,000を超える種から見つかっている。毒液は広範囲の病気の治療に役立つ可能性があるとされ、5,000を超える科学論文で調査が進められている。
薬として、ヘビ毒のタンパク質は血栓、関節炎、一部の癌などの治療に使われている。アメリカドクトカゲの毒液はエキセナチドを含み、2型糖尿病の治療に使われる。ヒアリの毒液から採取されるソレノプシンは、癌から乾癬まで、生物医学的応用ができると証明されている。科学の分野の一つであるヴェノミクス は、毒液に関連したタンパク質についてや毒液の個々の成分を製薬に利用する方法についての研究を行うことを目的に設立された。

## 耐性
毒液は、多くの捕食者に武器として使われてきた。捕食者と被食者の共進化は毒液の抵抗の原動力であり、動物界を通して進化が重ねられてきた。有毒な捕食者と耐性を持つ被食者の間の共進化は、化学の軍拡競争のように捉えられる。この共進化は長期間にわたって続くことが見込まれている。耐性を持たない個体は捕食者に狙われるため、生存できる個体は捕食を回避できるものに限られる。捕食者は次第に耐性を持つ個体を獲ることが出来なくなり、それにつれて時間の経過とともに耐性を持つ個体は増加する。捕食者と被食者の両方にとって、毒液の耐性を得ることには高いコストがかかる。被食者にとって、生理学的な耐性にコストを支払うことの見返りは生存可能性の上昇だが、それにより捕食者は栄養面でのニッチへの進出が可能になる。
カリフォルニアジリスはオレゴンガラガラヘビの毒液に対する耐性を持ち、その程度には個体差がある。耐性は毒素の除去にも関係し、個体数に依存する。ガラガラヘビが高密度で生息している場所では、リスの抵抗力は高くなる。ガラガラヘビは毒液の効果を高めることで局地的に対応した。
アメリカのキングヘビは、多くの毒ヘビを捕食する大蛇であり、年齢や曝露方法に影響を受けない毒への抵抗力を発達させた。キングヘビはアメリカマムシやヌママムシ、アメリカ北部のガラガラヘビなどの身近な環境に生息するヘビの毒液に耐性を持つ一方、キングコブラやブラックマンバの毒液には耐性を持たない。

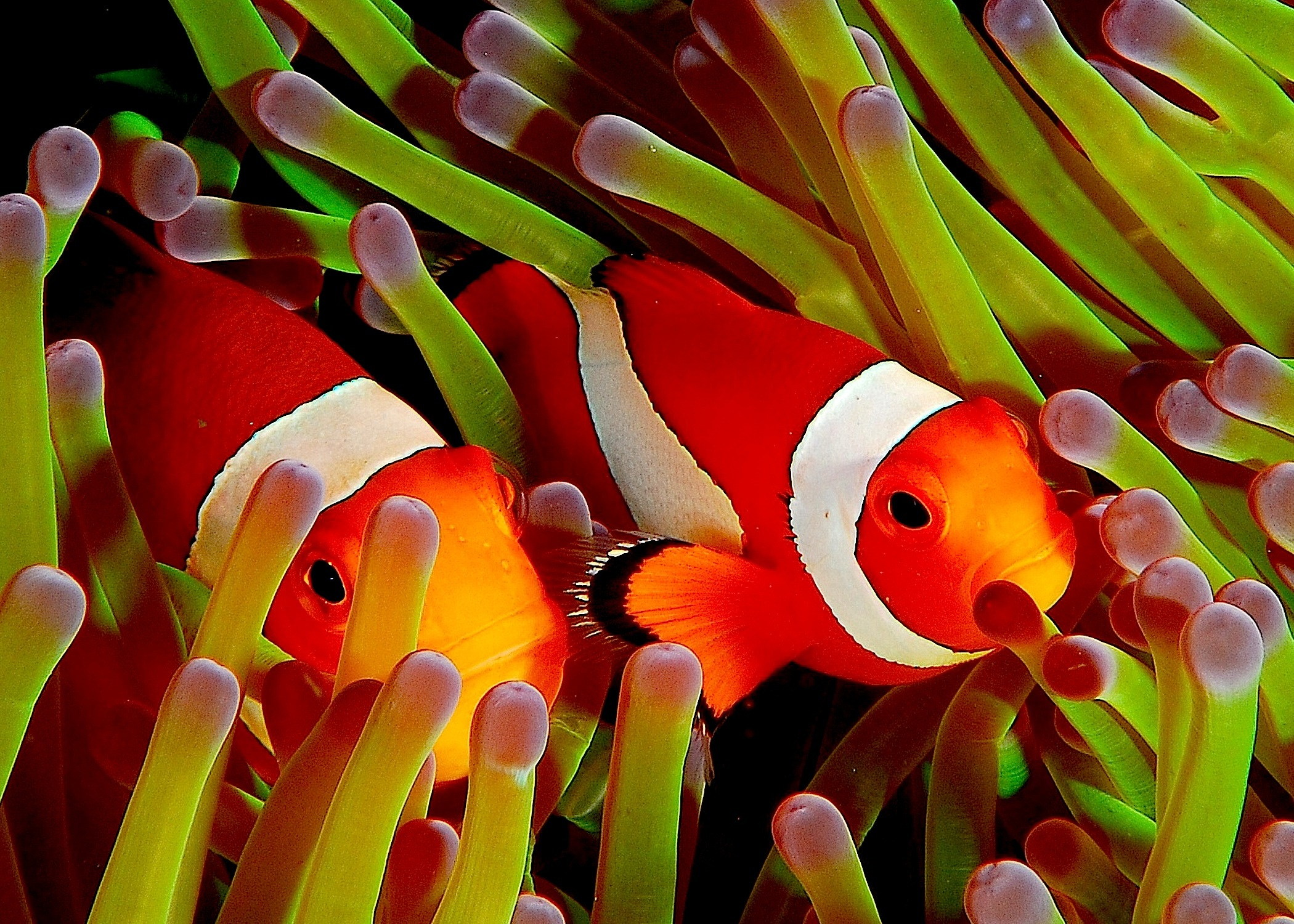
カクレクマノミはイソギンチャクの毒に耐性を持ち、その触手の中で生活する。

海洋生物では、ウナギは、種によって異なるニューロトキシンやミオトキシン、ネフロトキシンなどの複雑な混合物であるウミヘビの毒液に耐性を持つ。ウナギは特に主な捕食者であるウミヘビの毒液に耐性を持ち、そうでないウミヘビの毒液に対する耐性はほとんどない。このことは共進化が起こったことを示している。
クマノミは常に有毒なイソギンチャクの触手の中で生活し（クマノミにとって必要不可欠な共生である）、その毒に耐性を持つ。イソギンチャクのうちクマノミの宿主となることが知られているのはわずか10種であり、特定のクマノミとイソギンチャクの組み合わせのみが共生可能である。イソギンチャクは全て刺胞と分泌された粘液を介して伝達される毒液を生産する。その毒素はペプチドとタンパク質により構成されている。この毒液は獲物を獲るためのほか、痛みや筋肉の失調、組織の損傷などにより捕食されることを防止するためにも利用されている。クマノミはイソギンチャクの非自己の識別と刺胞の発射を防ぐ化学的カモフラージュまたは高分子擬態として働く保護粘液を持つ。クマノミは粘液を特定のイソギンチャクに順応させている可能性がある。